# Жабродышащие
Жабродышащие (лат. Branchiata) — подтип членистоногих (Arthropoda), преимущественно водные животные, дыхание которых осуществляется при помощи жабр (как правило, это плоские выросты конечностей (эпиподиты) или видоизменённые конечности), реже всей поверхностью тела.
Тело жабродышащих подразделено на головогрудной и брюшной отделы. Головной отдел состоит из акрона и шести сегментов. На голове две пары усиков (отсюда 2-е назв. — Диантеннаты): антеннулы — придатки акрона и антенны — видоизмененные конечности первого головного сегмента, а также три пары челюстей. Сегментация грудного и брюшного отделов сильно варьирует. Конечности двуветвистые. Примечательно, что антенны являются не конечностями, а выростами головной лопасти.
К подтипу относится лишь один класс — Ракообразные (Crustacea).